# Dohoda o zemědělství
Dohoda o zemědělství (DoZ) je mezinárodní smlouva Světové obchodní organizace (WTO). Sjednána byla během Uruguayského kola Všeobecné dohody o clech a obchodu a vstoupila v platnost v den založení WTO dne 1. ledna 1995.

## Tři pilíře
Dohoda o zemědělství se skládá ze tří pilířů – domácí podpory, přístupu na trh a vývozních subvencí.

### Domácí podpora
Prvním pilířem Dohody o zemědělství je „domácí podpora“. DoZ rozděluje domácí podporu do dvou kategorií: narušující obchod a nenarušující obchod (nebo minimálně narušující obchod).
Dohoda o systému domácí podpory zemědělství v současnosti umožňuje Evropě a Spojeným státům utratit 380 miliard dolarů ročně na zemědělské dotace. Světová banka odmítla argument EU a Spojených států, že drobní farmáři potřebují ochranu, a poznamenala, že více než polovina dotací Společné zemědělské politiky EU jde na 1 % výrobců a ve Spojených státech jde 70 % dotací na 10 % výrobců, především agropodniky. Tyto dotace nakonec zaplavují globální trhy komoditami pod cenou, tlačí ceny dolů a podbízejí se výrobcům v chudých zemích, což je praxe známá jako dumping.

### Přístup na trh
Přístup na trh se týká snížení celních (nebo netarifních) překážek obchodu ze strany členů WTO. Dohoda o zemědělství z roku 1995 sestává ze snížení cel:
- 36% průměrné snížení – rozvinuté země.
- 24% průměrné snížení – rozvojové země.

Nejméně rozvinuté země byly osvobozeny od snižování cel.

### Exportní dotace
Exportní dotace jsou třetím pilířem. Dohoda o zemědělství z roku 1995 požadovala, aby rozvinuté země během šesti let snížily vývozní dotace alespoň o 36 % (hodnotou) nebo o 21 % (objemově). Pro rozvojové země dohoda vyžadovala snížení o 24 % (hodnotou) a 14 % (objemově) během deseti let.

## Kritika
Dohoda byla kritizována skupinami občanské společnosti za to, že snižuje celní ochranu pro malé farmáře, klíčový zdroj příjmů v rozvojových zemích, a zároveň umožňuje bohatým zemím pokračovat v dotování domácího zemědělství.
Na zasedání WTO v Hongkongu v roce 2005 se země dohodly na zrušení exportních dotací a ekvivalentních plateb do roku 2013. Oxfam však uvedl, že exportní dotace EU tvoří pouze 3,5 % její celkové zemědělské podpory. Spojené státy zrušily exportní dotace na bavlnu, které pokrývají pouze 10 % celkových výdajů.
Dne 18. července 2017 Indie a Čína společně předložily Světové obchodní organizaci (WTO) návrh požadující odstranění – ze strany rozvinutých zemí – nejvíce obchod narušující formy zemědělských dotací.

## Mechanismy pro rozvojové země
Během jednání v Dohá rozvojové země bojovaly za ochranu svých zájmů a obyvatel, protože se bály konkurovat na globálním trhu silným rozvinutým a exportujícím ekonomikám. V mnoha zemích žije spoustu lidí ve venkovských oblastech s omezeným přístupem k infrastruktuře, zemědělským zdrojům a málo příležitostí k zaměstnání. Tyto země se tedy obávají, že domácí venkovské obyvatelstvo zaměstnané v odvětvích konkurujících dovozu by mohlo být negativně ovlivněno další liberalizací obchodu a mohlo by se stát zranitelnější vůči nestabilitě trhu a nárůstu dovozu, jak budou odstraněny celní bariéry. Za účelem ochrany těchto zemí byl navržen Zvláštní ochranný mechanismus (ZOM).

### Zvláštní ochranný mechanismus
Zvláštní ochranný mechanismus (ZOM) by rozvojovým zemím umožnil zavést dodatečná bezpečnostní opatření v případě abnormálního nárůstu dovozu. Kolem této otázky se objevily debaty, některé vyjednávající strany tvrdily, že ZOM by mohl být opakovaně a nadměrně uplatňován, což by narušovalo obchod. Blok rozvojových zemí G33, hlavní zastánce ZOM, zase tvrdil, že pokud má být ZOM účinný, nemělo by být vyloučeno porušení vázaných cel. Studie Mezinárodního centra pro obchod a udržitelný rozvoj z roku 2010 simulovala důsledky ZOM na globální obchod pro rozvinuté i rozvojové země.